# Église Notre-Dame de Saint-Saturnin
L'église Notre-Dame (ou Saint-Saturnin) est une église de style roman auvergnat située à Saint-Saturnin, dans le département français du Puy-de-Dôme en région Auvergne-Rhône-Alpes.
Elle est la plus petite, la plus sobre et la plus tardive des cinq églises  dites « majeures » d'Auvergne, au nombre desquelles figurent la basilique Notre-Dame-du-Port de Clermont-Ferrand, l'abbatiale Saint-Austremoine d'Issoire, la basilique Notre-Dame d'Orcival et l'église de Saint-Nectaire.

## Historique
L'église de Saint-Saturnin a été construite durant le troisième quart du XIIe siècle.
La flèche du clocher, détruite durant la Révolution, fut reconstruite à l'identique en 1850 par l'architecte Aymon Mallay.
L'église fait l'objet d'un classement par liste au titre des monuments historiques depuis 1862.

## Architecture

### Architecture extérieure
La façade occidentale est constituée d'un simple mur écran.

#### Structure du chevet
Édifiée en arkose, l'église Notre-Dame de Saint-Saturnin présente un remarquable chevet roman auvergnat constitué d'un étagement de volumes de hauteur croissante :
- deux absidioles adossées aux bras du transept ;
- le déambulatoire ;
- le chœur ;
- les bras du transept ;
- le « massif barlong » ;
- le clocher octogonal.

Des cinq églises majeures de Basse-Auvergne, l'église de Saint-Saturnin est celle qui possède le chevet le plus modeste, car elle est la seule à ne pas posséder de chapelles rayonnantes autour du déambulatoire (ni de chapelle axiale, comme à Issoire).
La silhouette caractéristique et l'élan vertical des chevets romans auvergnats sont dus au « massif barlong », ce parallélépipède allongé transversalement qui surmonte la croisée du transept et est couronné par le clocher. L'élévation progressive des volumes est encore accentuée par les deux toits en appentis du « massif barlong », qui encadrent la naissance du clocher.

#### Décoration extérieure
Le chevet possède une décoration remarquable par sa polychromie, obtenue par l'utilisation de basalte noir. Cette décoration est cependant nettement plus sobre qu'à Issoire.
Le chevet et le déambulatoire possèdent une corniche largement débordante ornée d'une frise en damier et soutenue par des modillons à copeaux.
Sous la corniche du chœur se déploie une mosaïque de rosaces polychromes réalisées avec du basalte. Sous cette mosaïque, les fenêtres du chœur alternent avec des loges rectangulaires abritant chacune trois colonnettes.
Dominant le chœur, les arcs des fenêtres du « massif barlong » sont ornés de claveaux polychromes.

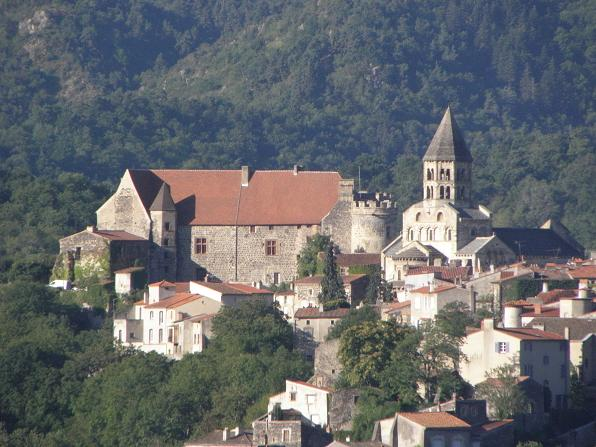
L'église, le château et le village de Saint-Saturnin.
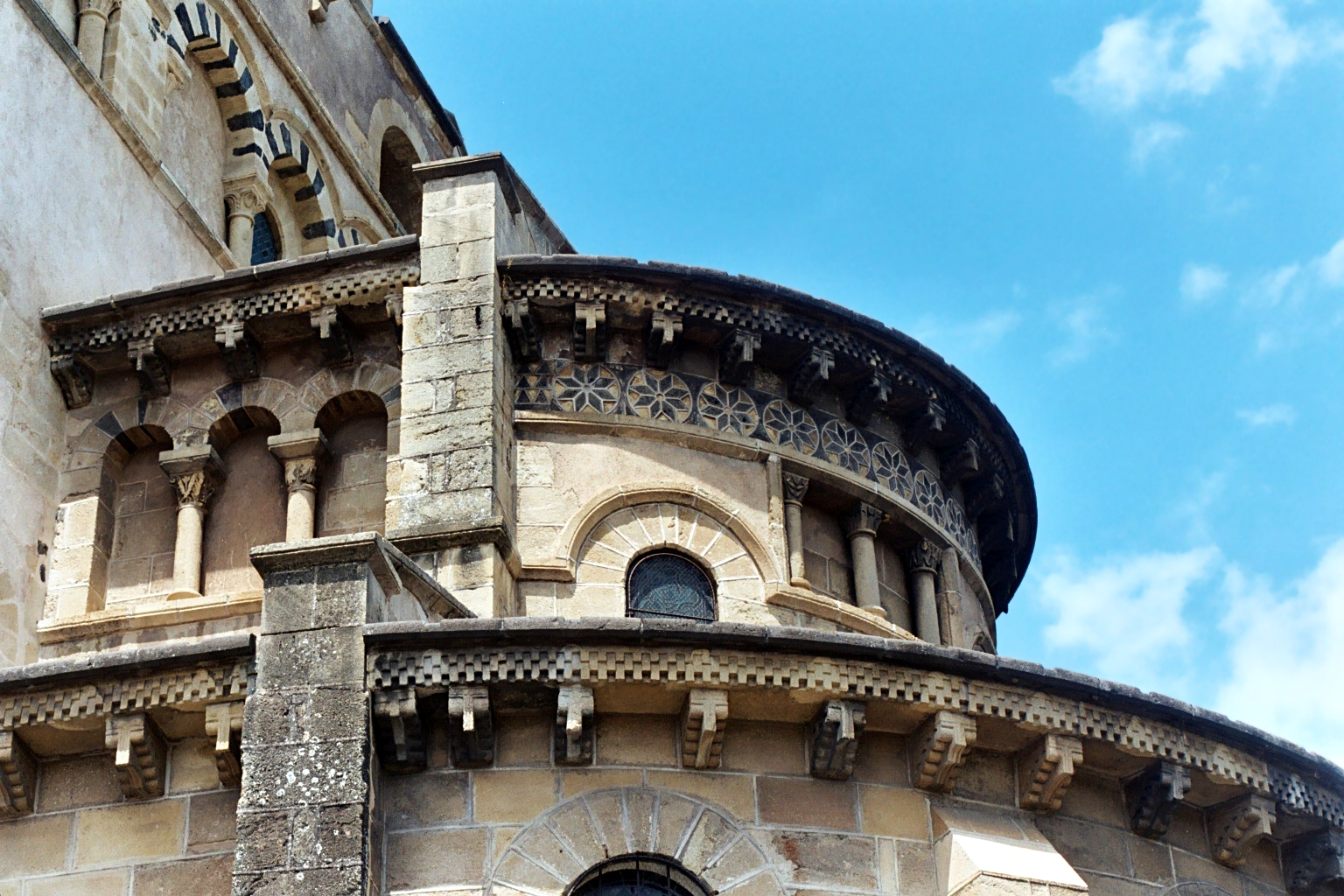
Détail de la décoration polychrome du chevet.
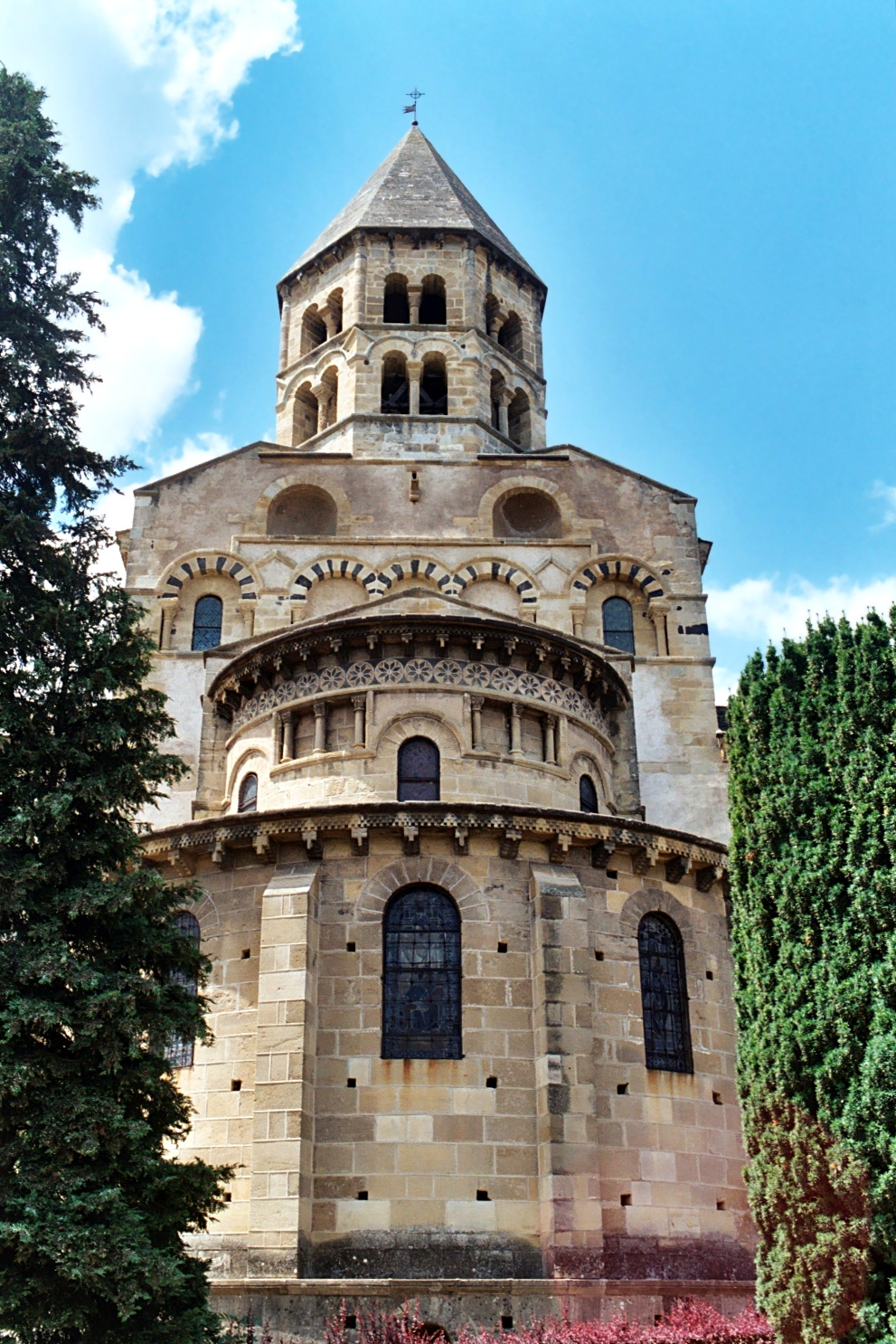
Déambulatoire, chevet, massif barlong et clocher.
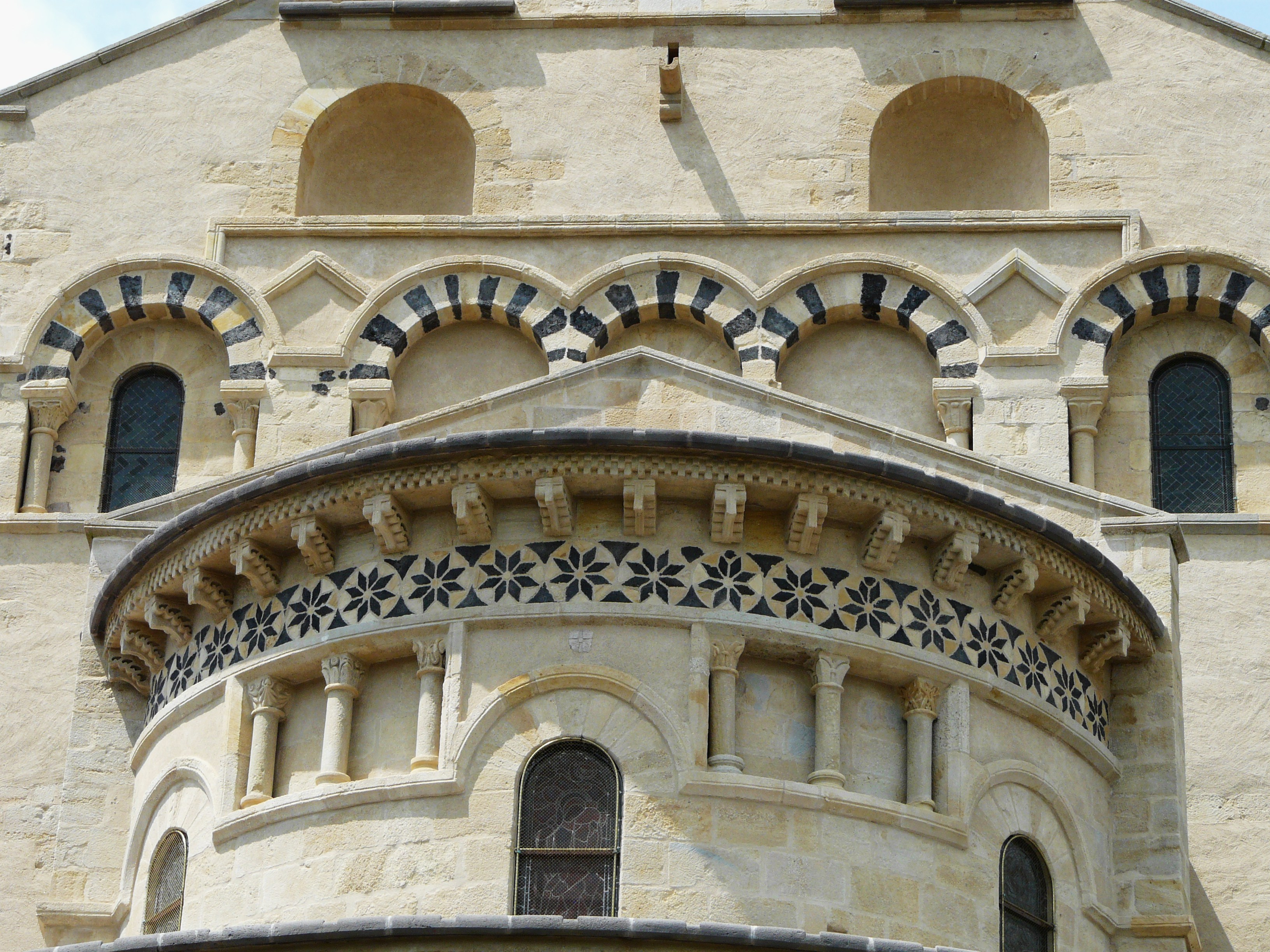
Détail de la décoration polychrome du chevet.

### Architecture intérieure
L'intérieur n'est pas polychrome comme à Issoire.
Les collatéraux, étroits, sont séparés de la nef par des piliers renforcés par des colonnes engagées surmontées de chapiteaux historiés. Ils possèdent des voûtes d'arêtes séparées par de puissants arcs-doubleaux.
Le chœur, voûté en cul-de-four, est entouré de six colonnes couronnées de chapiteaux sculptés de motifs végétaux supportant des arcs surhaussés surmontés d'une deuxième série de baies, alternativement ajourées et aveugles.

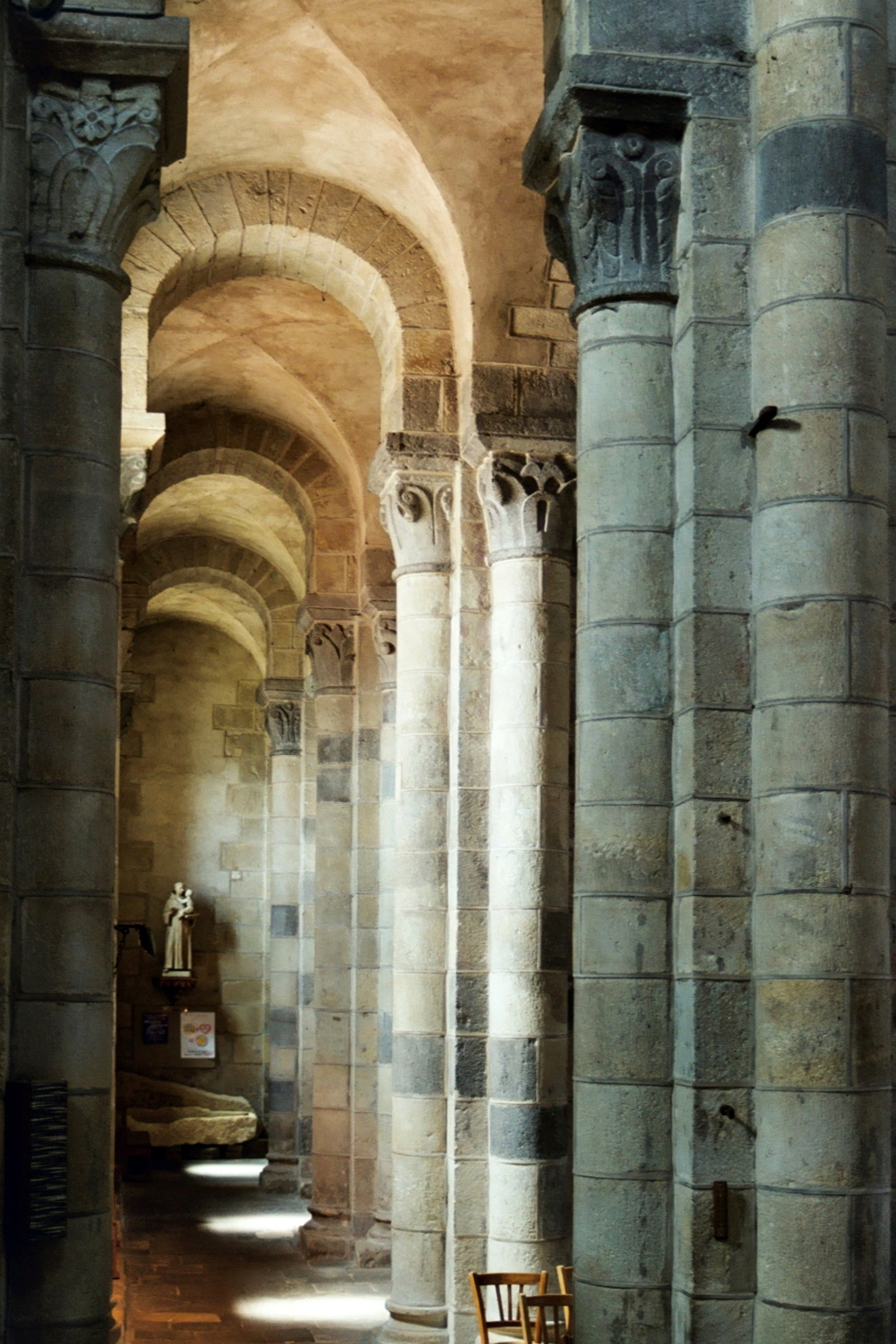
Collatéral.
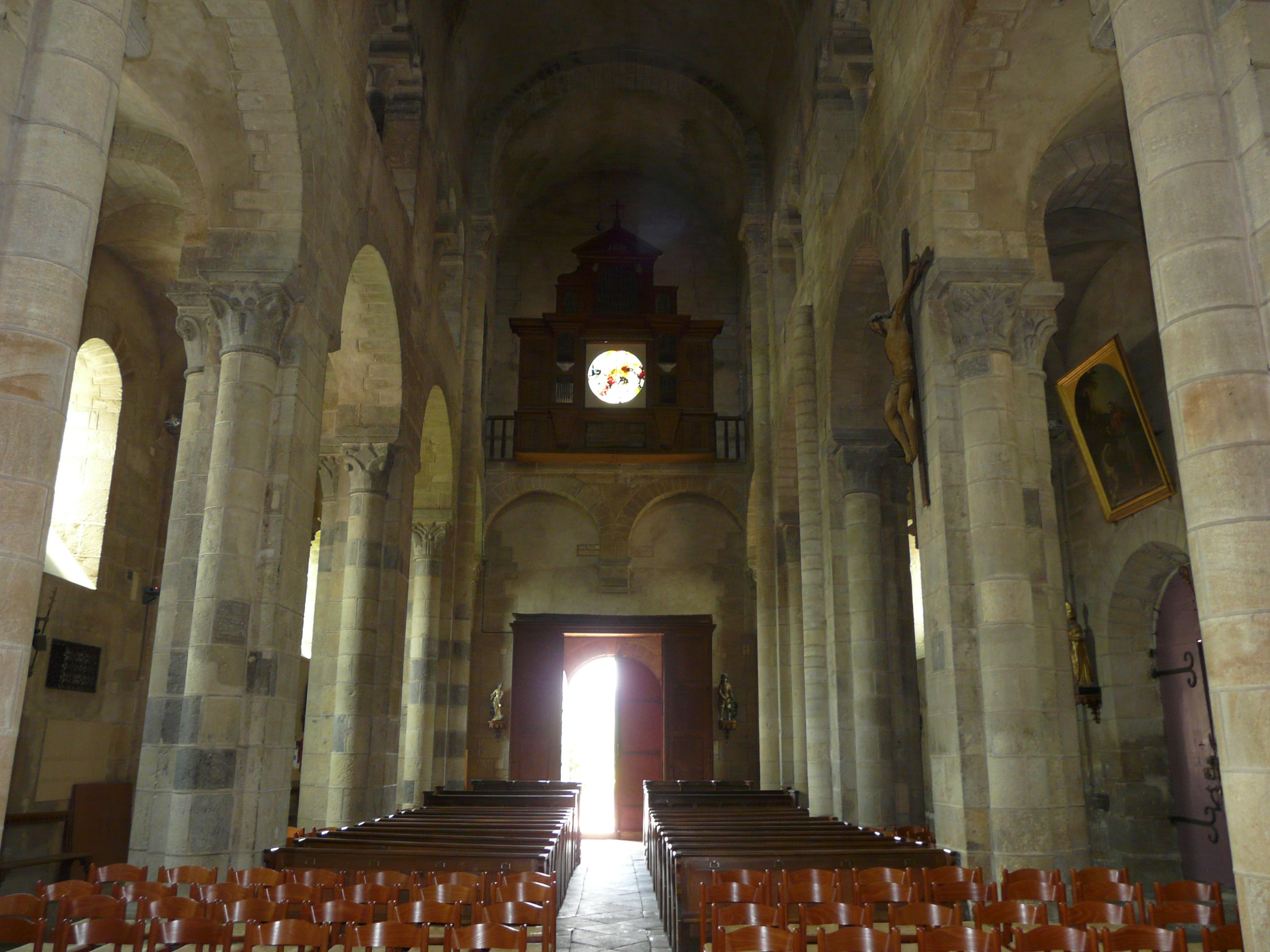
Nef.
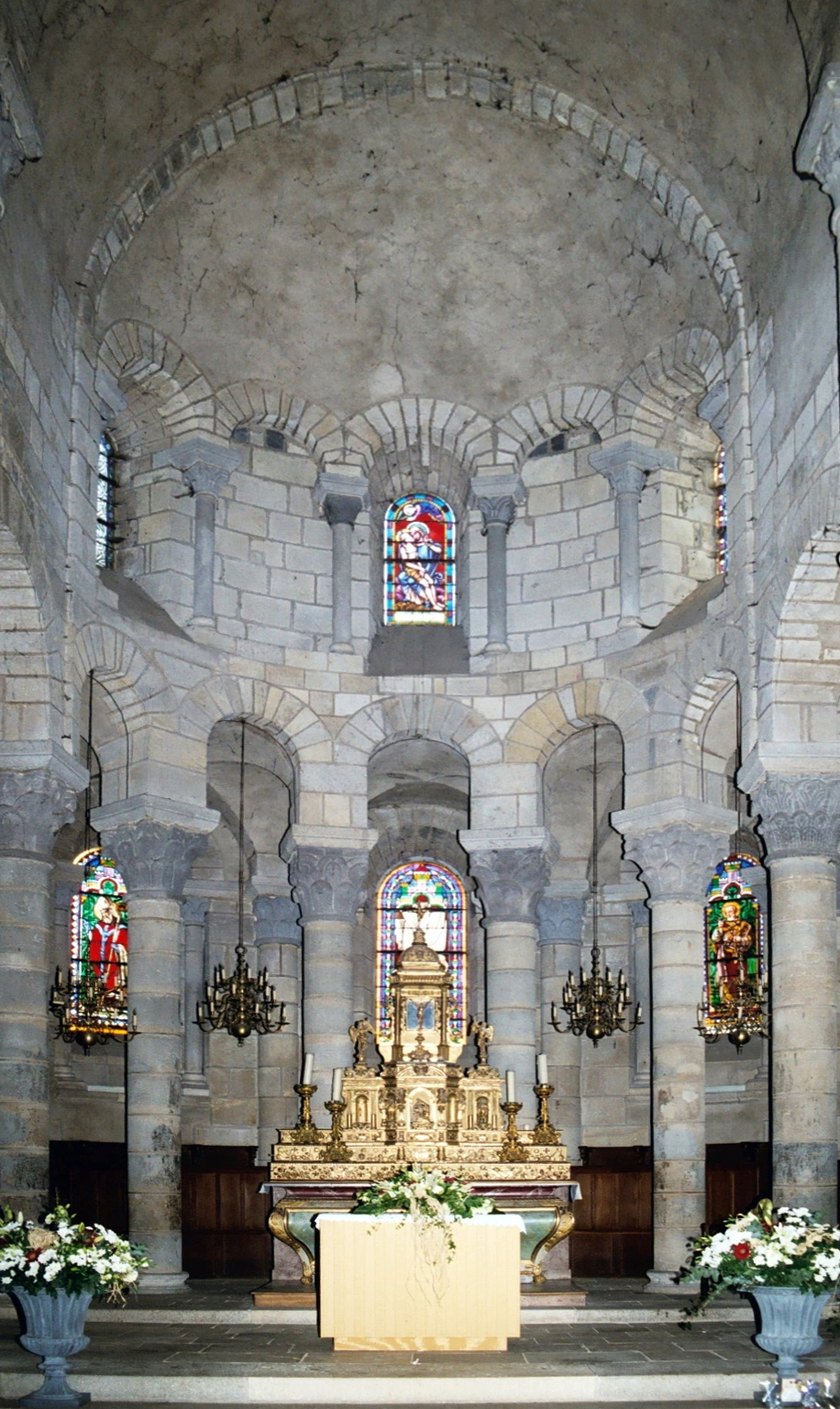
Chœur.
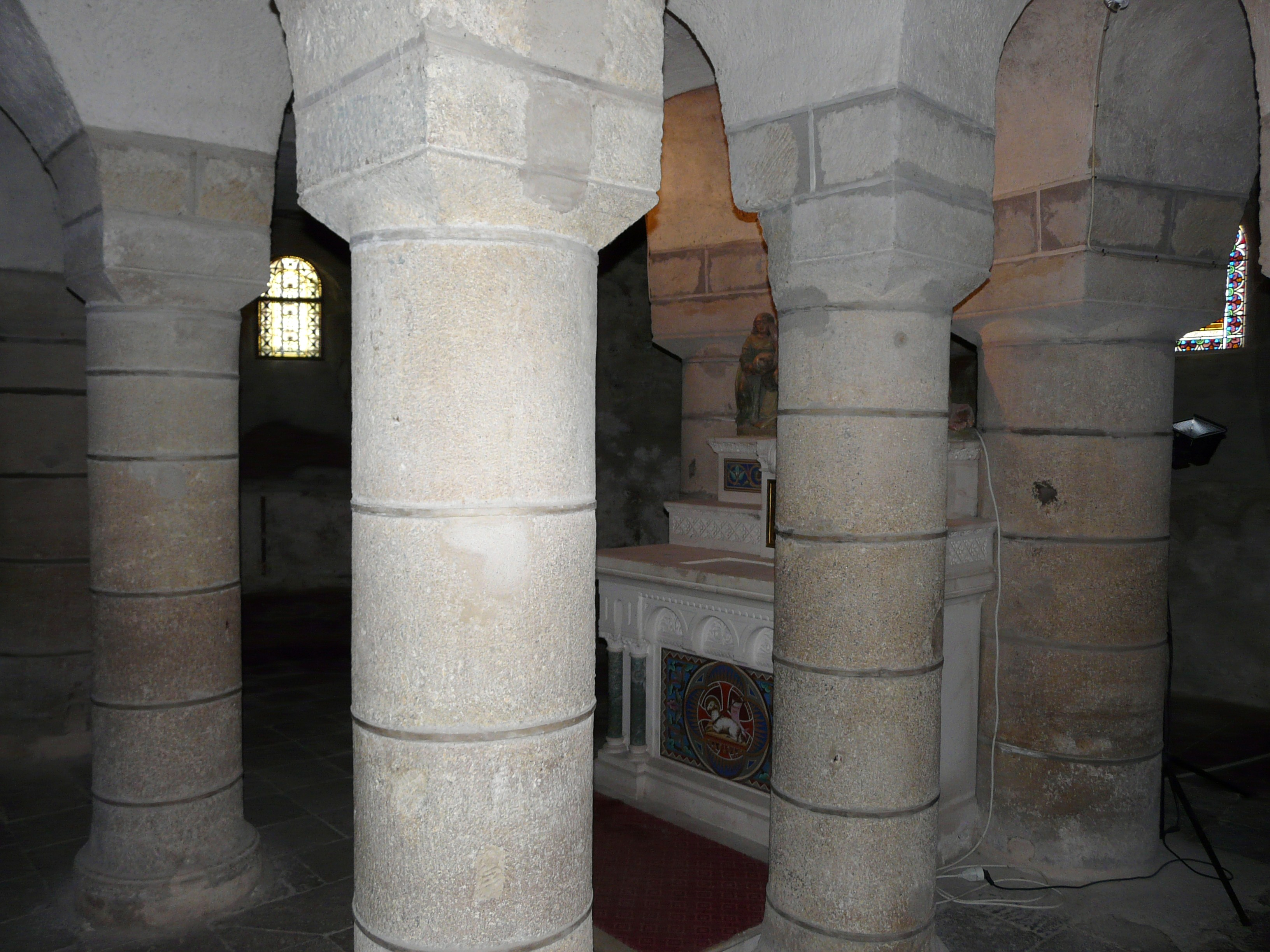
Crypte.
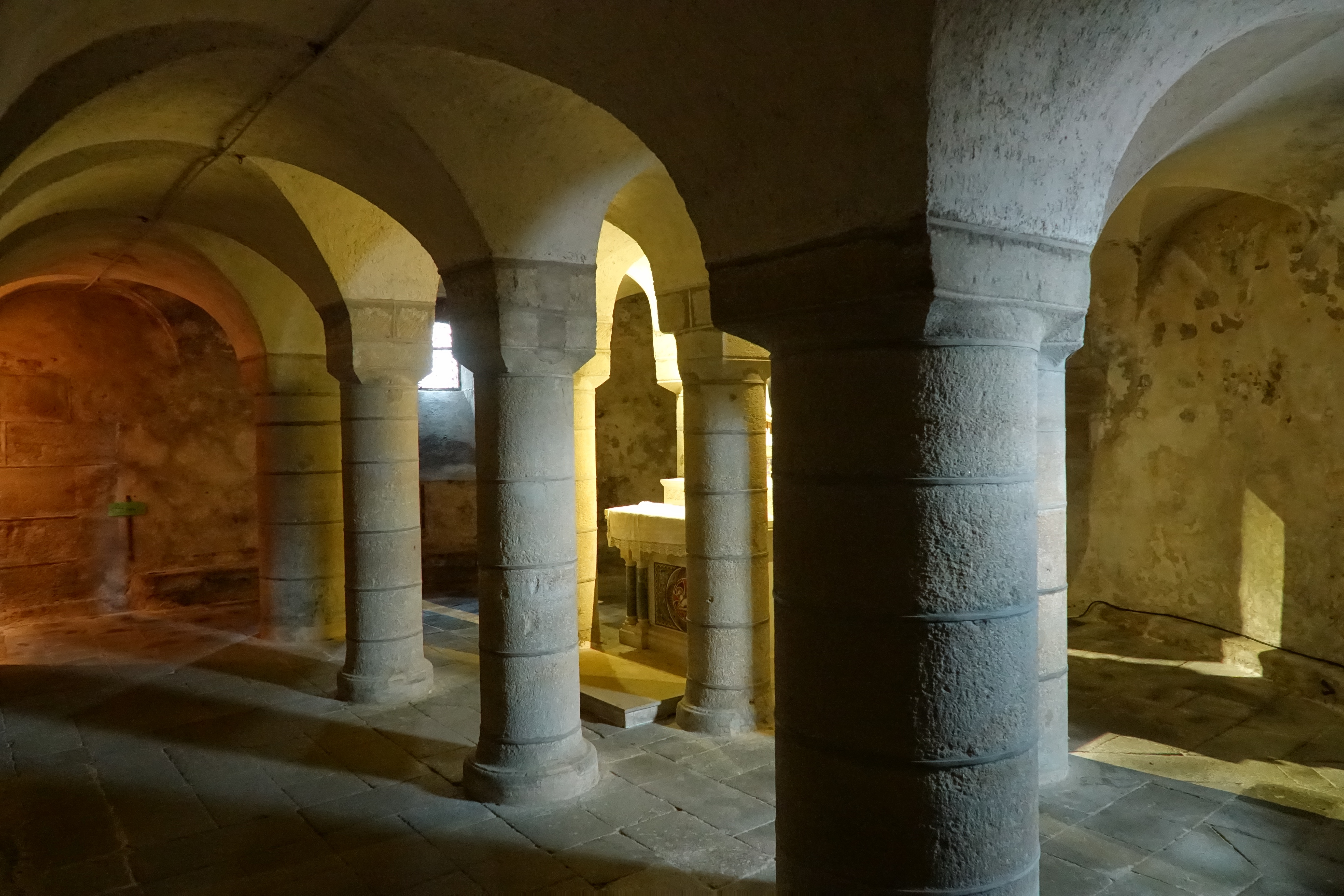
Crypte.

## Mobilier

### Maître-autel
Dans le sanctuaire, au rond-point des colonnes, le maître-autel que l'on dit provenir de la chapelle disparue du château[réf. nécessaire], mais qui est plus sûrement l'autel même de la paroisse, comme l'indique assez l'importance de son « tabernacle à repos » d'un style hérité de la Renaissance, présente sur les trois gradins qui font transition avec la table et le corps de l'autel les chiffres "H" et "M" couronnés.

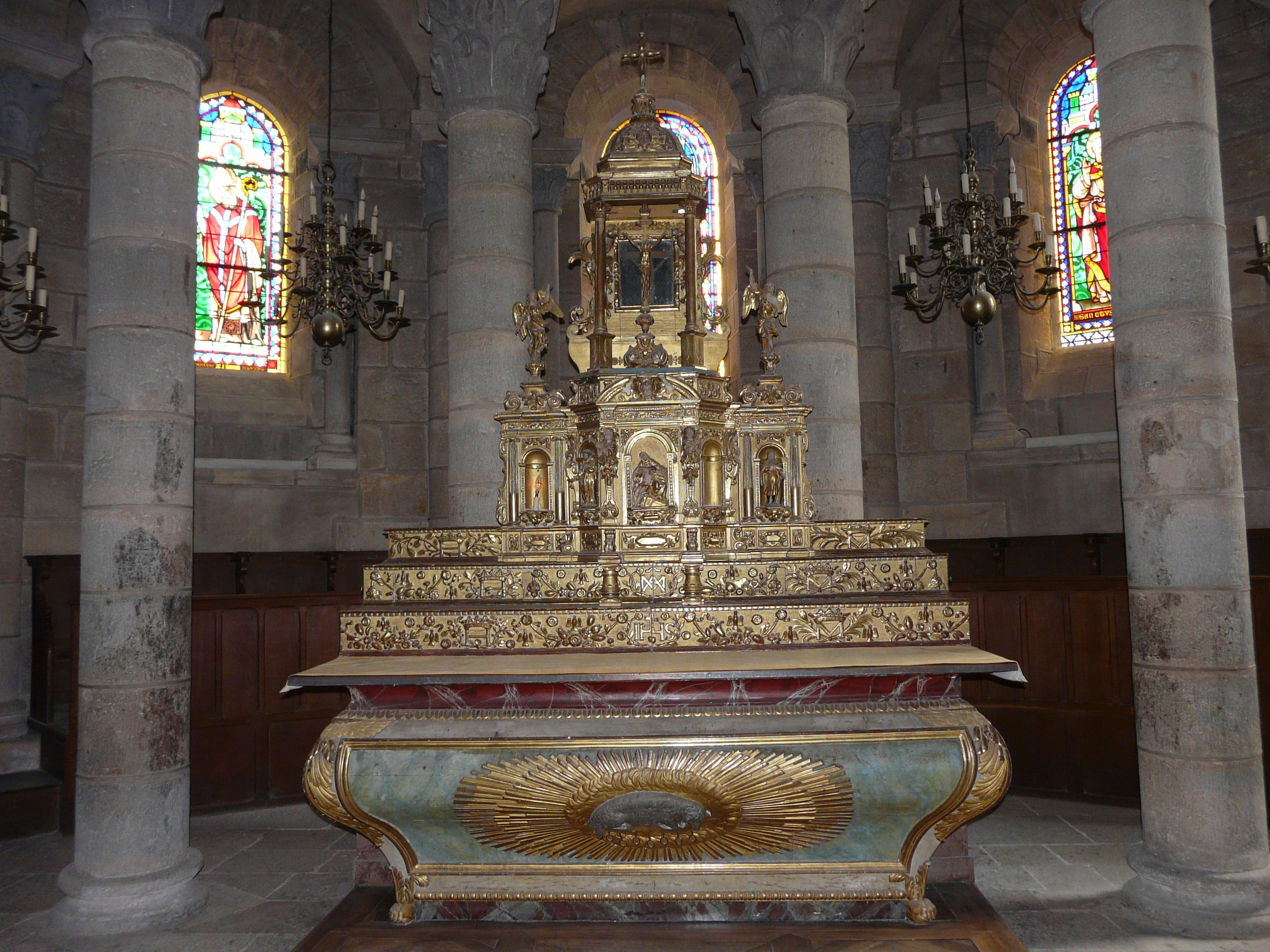
Maître-autel

En raison d'un patriotisme local, Henri du Ranquet a été porté à y voir les chiffres du roi Henri IV et de sa première femme, Marguerite de Valois. Mais ils ont plus de chance d'être ceux d'Henri IV et de Marie de Médicis. En effet, retenue prisonnière à Usson, Marguerite de Valois qu'Henri de Navarre avait épousée en 1572 et dont il se sépara en 1599, tout en lui reconnaissant le titre de reine, puisqu'il avait été sacré roi de France en 1594, n'avait guère de raison de s'intéresser à Saint-Saturnin où elle ne résida pas. En revanche, Marguerite de Valois fit son héritier du dauphin Louis XIII, né en 1601 de l'union d'Henri IV et de Marie de Médicis, auxquels la bénédiction nuptiale fut donnée à Lyon en 1599. À supposer que le maître-autel de l'église de Saint-Saturnin ait été offert par la « Reine Margot », ce qui implique que les gradins timbrés du double chiffre "H" et "M" soient d'origine, il ne put de toute façon être offert avant l'année 1594 qui vit l'élévation d'Henri de Navarre au trône de France. Mais à la mort de Catherine de Médicis, sa mère, en 1589, Marguerite de Valois avait été privée de son héritage auvergnat. Elle ne rentra dans ses droits qu'en 1606, date à laquelle elle fit donation de ses biens au dauphin, futur Louis XIII, tout en conservant l'usufruit.
Si le maître-autel fut offert à cette date, il ne put l'être qu'à l'église paroissiale. De fait, en 1605, le château qui avait été assiégé à deux reprises, en 1589 et 1594, ne possédait plus ni portes ni fenêtres. Il était donc inhabité. Quoi qu'il en soit, Henri IV périt assassiné en 1610 et Marguerite devait s'éteindre en 1615. À strictement parler, les trois gradins qui portent les chiffres "H" et "M" n'ont pu être exécutés qu'entre 1594 et 1610.
Dans les années 1990, cet autel et le chœur ont fait l'objet de modifications controversées, parfois illégales, visant à rendre aux lieux de culte l'apparence d'une « pureté romane » imaginaire.

### Tabernacle
Quant au tabernacle en bois doré dont la présence est mentionnée le 12 mars 1653, à l'occasion de la première visite de l'église paroissiale effectuée par Mgr Louis d'Estaing, évêque de Clermont, il se rattache par son style à cette même période (1594-1615). Il n'a donc rien de baroque et il est beaucoup plus ancien qu'on ne le croit généralement, ce qui justifie pleinement son classement précoce au titre des monuments historiques en 1875,,.

### Autres

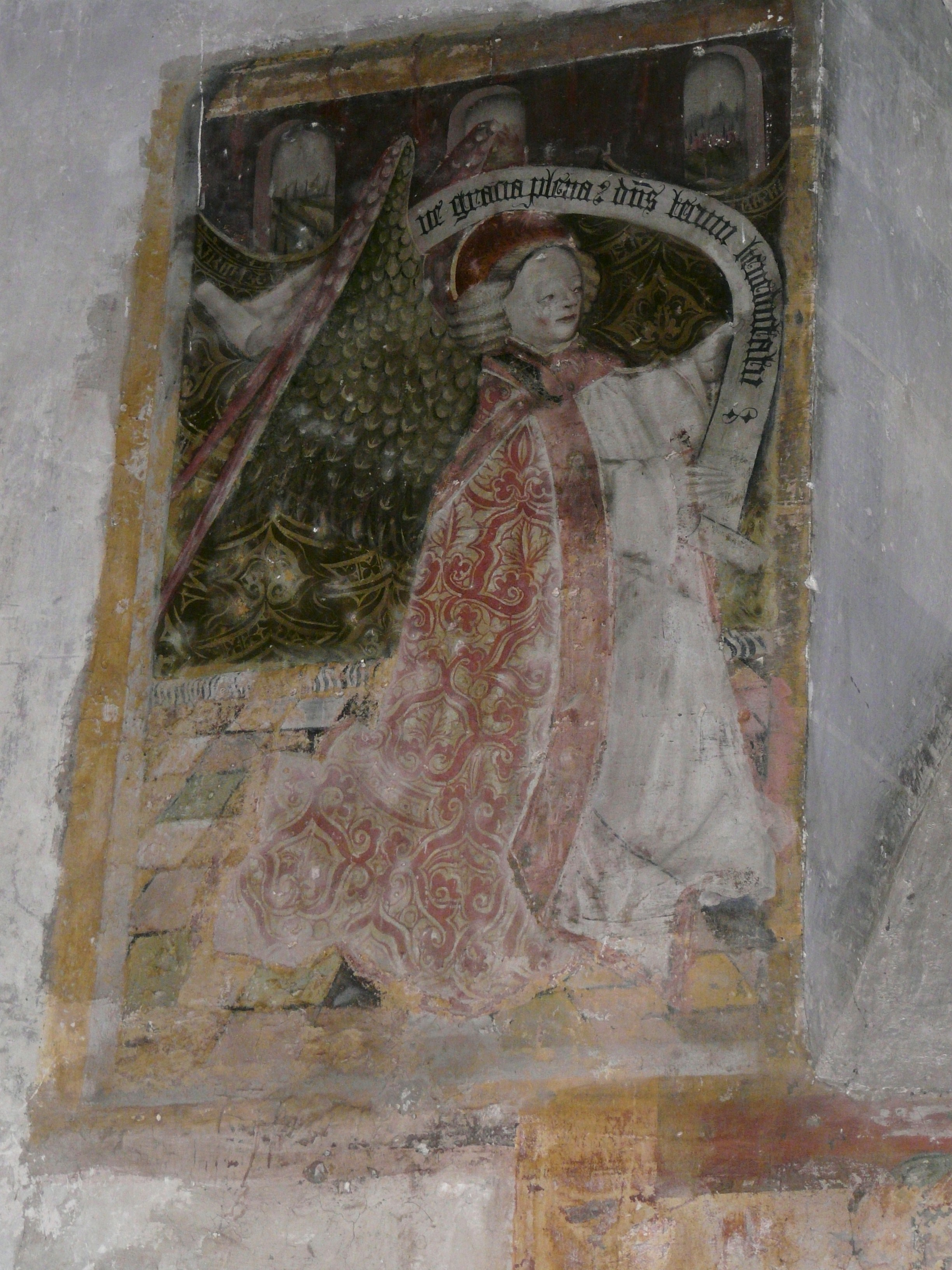
Fresque représentant l'ange de l'Annonciation, XVe siècle.

À l'intérieur de l'église, plusieurs autres objets sont également classés au titre des monuments historiques :
- un tableau du XVIIe siècle : Dieu le père présentant la croix à Jésus enfant entre la Vierge et saint Joseph[8] ;
- dans le collatéral nord, des fresques du XVe siècle représentant l'Annonciation et la résurrection de Lazare[9] ;
- une dalle funéraire du XIIe siècle concernant le prieur Bertrand[10] ;
- un orgue à cylindres du XIXe siècle[11].

Plusieurs sculptures sont également classées au titre des monuments historiques :
- une statue en bois peint représentant une Vierge à l'Enfant en majesté dont le dos a été probablement amputé. Les plis des vêtements sont caractéristiques de la fin du XIIe siècle[12] ;
- une tête sculptée du XVIe siècle représentant le Christ couronné d'épines, précédemment encastrée dans un mur[13], dorénavant exposée dans la crypte ;
- une statue-reliquaire du XVIe siècle représentant une pietà[14] ;
- deux statues du XIXe siècle représentant saint Verny[15] et sainte Marthe[16] ;
- une sculpture du XVIe siècle représentant saint Jean, la Vierge Marie et sainte Madeleine autour du corps du Christ[17], exposée au-dessus de l'autel situé dans la crypte.

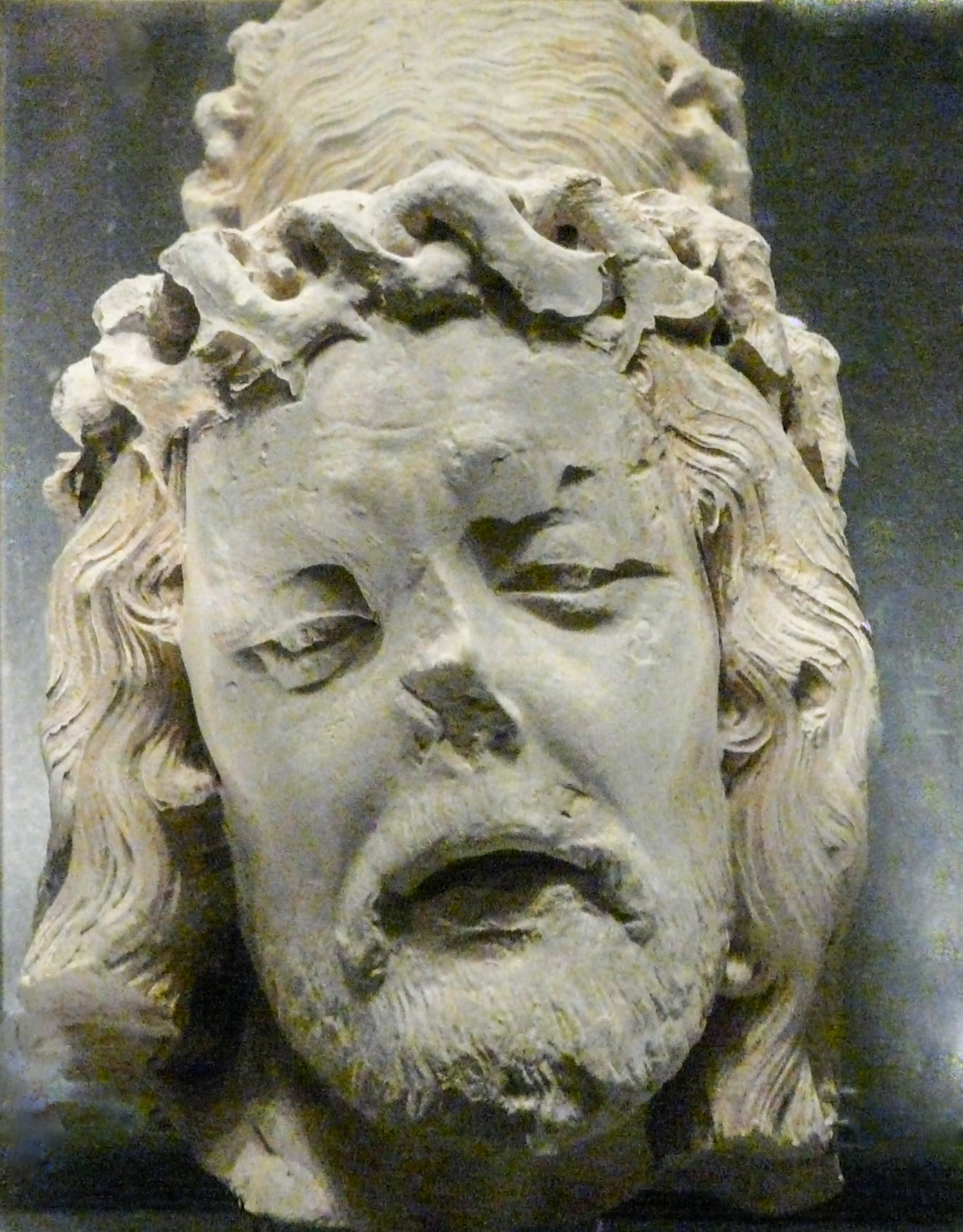
Tête du Christ sculptée.
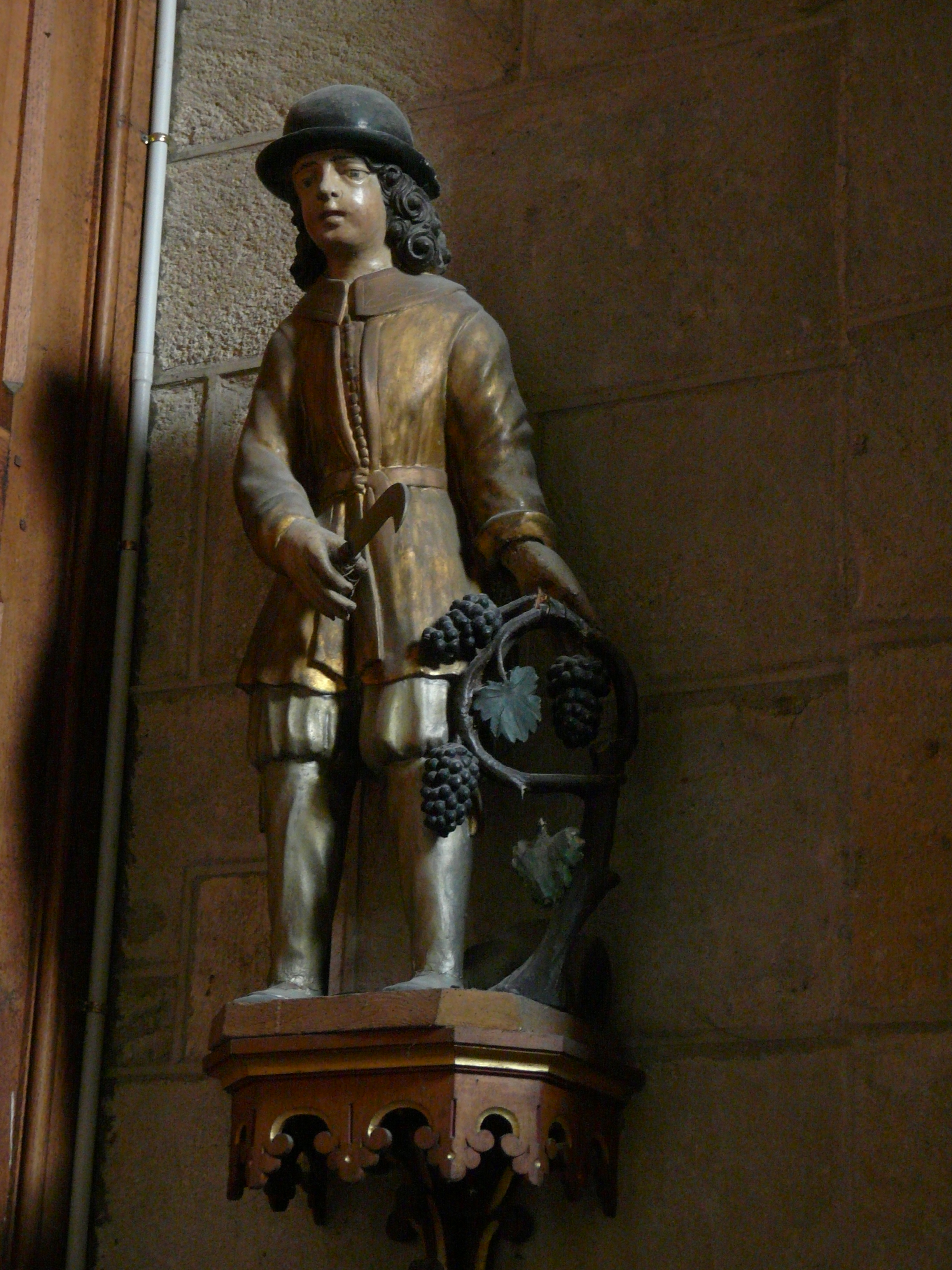
Saint Verny.
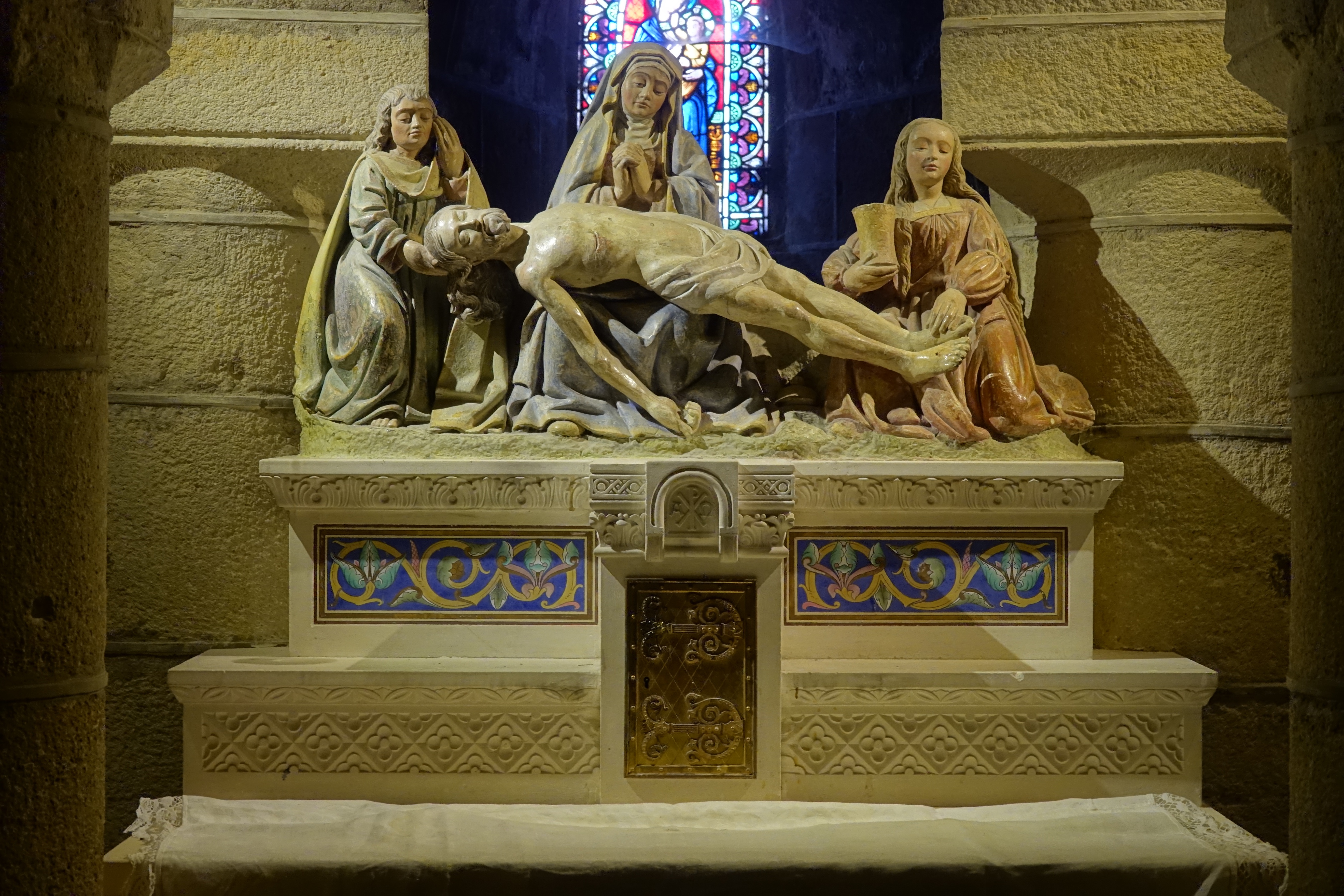
Vierge de Pitié entre saint Jean et Marie Madeleine.